# Александър Трифонов (революционер)
Александър Атанасов Трифонов е български общественик и революционер, деец на Вътрешната македонска революционна организация.

## Биография
Александър Атанасов Трифонов е роден в  град Букурещ, Румъния, на 3 март 1880 година. Баща му Атанас Трифонов е адвокат от костурското село Нестрам, тогава в Османската империя. Трифонов е председател на българското дружество в Букурещ. Арестуван е покрай аферата Мифайляну. На 19-годишна възраст Александър Трифонов отива в България и постъпва в армията, където стига до чин капитан. Участва в Балканската, Междусъюзническата и Първата световна война. През 1918 годин е уволнен от армията по силата на Ньойския договор. Женен е за Анка Трифонова. Има три дъщери - Здравка (омъжена за Васил Стумбов), Надежда и Лиляна.
Участва като делегат от Бургаското благотворително братство в обединителния конгрес на Македонската федеративна организация и Съюза на македонските емигрантски организации от януари 1923 година.
Александър Трифонов е деец на ВМРО – инструктор на организацията в Светиврачка околия на Петрички окръг. След уволнението си от армията е бил директор на кооперация, счетоводител, началник на отделение при Министерството на финансите и публицист. Вече като пенсионер през март 1928 година влиза в настоятелството на Бургаското македонско благотворително братство като председател. Тъст е на Васил Стумбов, който го наследява на поста председател на братството през февруари 1930 година. От 1936 година те са следени от Дирекцията на полицията в качеството им на бивши кадри на ВМРО.
По време на Втората световна война е мобилизиран и изпратен като военен комендант на остров Самотраки.
Александър Трифонов умира през 1949 година в град София.